# Markus Lammers
Markus Arne Lammers (* 7. Juli 1986 in Wildeshausen) ist ein deutscher Schachspieler, der den FIDE-Titel Internationaler Meister trägt.

## Leben
Lammers studierte in München Jura und ist seit 2014 Volljurist. Er lebt in Hamburg.

## Erfolge
Seine ersten schachlichen Gehversuche absolvierte Lammers beim SC Dünsen. 2002 wechselte er zum Delmenhorster SK, für den er später in der 2. und in der Saison 2010/11 am vierten Brett in der 1. Bundesliga antrat. Unterbrochen wurde diese Zeit von einem zweijährigen Gastspiel in der Regionalliga Süd-Ost-Bayern beim SV Ilmmünster.
Lammers erzielte zahlreiche Erfolge auf der Ebene des Schachverbandes Bremen. Dort wurde er zum Beispiel U-18-Jugendmeister und Schnellschachmeister. Beim Neckar-Open 2010 erreichte er den zweiten Platz. Des Weiteren gewann er das 6. London Chess Classic Open.
Ab der Saison 2011/12 spielte er einige Jahre beim Münchner Verein MSA Zugzwang 82. Mit dieser Mannschaft errang er in der Saison 2015/16 die Meisterschaft in der 2. Bundesliga Gruppe Ost und spielte in der Folge bis zur Saison 2018/19 in der ersten Schachbundesliga. In der Saison 2023/24 trat er erneut in der 1. Bundesliga an – diesmal für den HSK Lister Turm.
Seine höchste Elo-Zahl hatte er im März 2011 mit 2405. Dies war das einzige Mal, dass er die Elo-Grenze von 2400 erreicht hat, die für die Verleihung des Titels Internationaler Meister notwendig ist. Die notwendigen Normen erzielte er im August 2008 in Barcelona, im Juli 2009 bei einem IM-B-Turnier der First-Saturday-Serie in Budapest, das er gewinnen konnte, sowie im April 2010 beim Neckar-Open.